# صدای عدالت
صدای عدالت یکی از روزنامه‌های صبح ایران است. صدای عدالت از روزنامه‌های اصلاح‌طلب ایران است و مدیر مسئولی آن را مصطفی کزازی بر عهده دارد.

## پیشینه
صدای عدالت در آغاز، با صاحب امتیازی هاشم هاشم‌زاده‌هریسی نماینده تبریز در مجلس خبرگان اجازه انتشار گرفت که پس از مدتی صاحب‌امتیازی آن را به مصطفی کزازی (دامادش) واگذار کرد.
این روزنامه پس از تغییراتی که در گروه تحریریه آن به‌وجود آمد، از شماره ۲۱۸۰ (۴ خرداد ۱۳۸۸) با تفاوت‌هایی در شکل صفحه منتشر شد و از این تاریخ رسماً به صف حامیان میرحسین موسوی یکی از نامزدهای اصلاح‌طلبان در دهمین دوره انتخابات ریاست جمهوری ایران پیوست.

## توقیف
پروانه انتشار صدای عدالت در ۵ مرداد ۱۳۸۸ توسط هیئت نظارت بر مطبوعات لغو شد. دبیرخانه هیئت نظارت دلیل لغو مجوز این روزنامه را چاپ مطلبی در شماره روز قبل، که به‌عنوان «اهانت آشکار به ساحت مقدس امام خمینی و زیر سئوال بردن نظام جمهوری اسلامی» تعبیر شده‌است، اعلام کرد.